# Seznam ameriških pedagogov
Seznam ameriških pedagogov.

## A
Amos Bronson Alcott - Benjamin W. Arnett -

## B
Zilpah P. Grant Banister - Henry Barnard - Catharine Beecher - Douglas Biklen -

## C
Carol A. Cartwright - Betty Castor - Ennis Cosby -

## D
John Dewey -

## E
William Greenleaf Eliot - John Erskine -

## F
George Fairchild - 

## G
Theodore Guerin - 

## K
David A. Kolb - 

## L
Mary Lyon - 

## M
Horace Mann - 

## P
Alice Elvira Freeman Palmer - Laurence J. Peter - Richard Henry Pratt - William Berenberg - 

## W
Booker T. Washington - Fannie C. Williams - Mary Emma Woolley -  